# Sanktimoniale
Der Begriff Sanktimoniale, Sanctimoniale, lateinisch Sanctimonialis, hergeleitet von lateinischen Wort „sanctimonia“ („keuscher, heiligmäßiger Lebenswandel“), bezeichnete eine Nonne, geweihte Jungfrau oder eine nicht geweihte Stiftsdame. Der Gebrauch des Wortes „Sanctimonialis“ für eine gottgeweihte Frau findet sich spätestens bei Augustinus von Hippo.

## Geschichte
Bereits 813 wurde auf dem Konzil von Chalon unterschieden zwischen
- Sanctimoniales, quae sub monasticae regulae norma degunt („geistlichen Frauen, die unter der Ordnung der monastischen Regel leben“) und
- sanctimoniales, quae se canonicas vocant („geistlichen Frauen, die sich Kanonissen nennen“).

Auf der Reichssynode zu Aachen wurde 816 von Kaiser Ludwig dem Frommen mit den Institutiones Aquisgranenses („Aachener Regeln“) ein umfangreiches Regelwerk für Kanoniker geschaffen, in der auch die Lebensweise nicht monastisch lebender Sanktimonialen („Stiftsdamen“, „Chorfrauen“, „Kanonissen“) weiter ausgeführt und festgelegt wurde. Kaiser Ludwig war bestrebt, durch eine Klosterreform die Ordensgemeinschaften neu zu ordnen. Auch Missstände könnten ein Grund für diese Neuregulierung gewesen sein.